# Mischabel
Mischabel är en bergskedja i Schweiz. Den ligger i kantonen Valais, i den södra delen av landet.
Mischabel sträcker sig 1,9 km i sydvästlig-nordostlig riktning. Den högsta toppen är Dom, 4 545 meter över havet.
Topografiskt ingår följande toppar ovanför 4000 meter över havet i Mischabel:
- Dom
- Täschhorn
- Lenzspitze

Trakten runt Mischabel består i huvudsak av kala bergstoppar och isformationer.